# Земля Андреева
Земля́ Андре́ева — остров-призрак.
Назван по имени сержанта Степана Андреева, возглавлявшего экспедиции 1763 г. и 1764 г., направленные для обследования группы Медвежьих островов.
Предположительно находилась на расстоянии 550 верст (580 км) северо-восточнее Медвежьих островов.
Острова Медвежьи (5 шт.) расположены напротив устья реки Колыма. Впервые упомянуты Михайло Наседкиным. В 1702 г. он совершил переход из устья Колымы в устье Индигирки. Рассказал, что по пути увидел какие-то острова.
На карте северо-востока Сибири, доставленной в Петербург в 1726 г. якутским казачьим головою Афанасием Шестаковым, изображен остров Копай (один из Медвежьих островов) и примерно в двух днях пути от него на север — большая земля.
Для обследования островов к северу от устья Колымы и Чукотского побережья Начальником Охотского и Камчатского краев полковником Федором Плениснером направлено два отряда: первый под началом казака Николая Дауркина на Чукотский полуостров и второй под началом сержанта Степана Андреева на Медвежьи острова (были названы Медвежьими после возвращения экспедиции).
Андреев отправился на север 4 марта 1763 года из Нижнеколымской крепости на собачьих упряжках.
22 апреля, переехав по льду от реки Крестовой на Медвежьи острова, посетил пять островов этого архипелага и 2 мая вернулся на материк, поскольку не хватило корма для собак.
О всех обстоятельствах своего похода Андреев 6 мая 1763 года представил Плениснеру репорт с приложением подённого журнала. В нём Андреев крайне туманно сообщил о чём-то увиденном с пятого Медвежьего (Четырёхстолбового) острова «накосо севера в южную сторону или по здешнему назвать к полуношнику». Отчёт об экспедиции был опубликован.
16 марта 1764 года направлена новая экспедиция во главе с Андреевым. Пошли на собаках из Нижнеколымска и 10 апреля достигли первого из Медвежьих островов (Крестовского), а затем и острова Четырёхстолбового.
16 апреля Андреев отправился в море на северо-восток. 22 апреля, экспедиция, пройдя от пятого Медвежьего острова около 550 верст, обнаружила большой низменный остров (ок. 80 верст), протянувшийся с востока на запад. Приблизившись к острову, но не дойдя до него около двадцати верст, обнаружили свежие санные следы, уходящие на север. Из-за болезни одного из участников экспедиции повернули обратно.
В Нижнеколымск экспедиция вернулась 8 мая. Репорт и подённый журнал Андреев представил Плениснеру 22 сентября 1764 г. Отчёт об экспедиции опубликован не был.
Благодаря всем этим обстоятельствам создалась легенда о Земле Андреева, «якобы» виденной им к северу от Медвежьих островов.
Для подробного описания Земли Андреева была организована специальная экспедиция И. Леонтьева, И. Лысова и А. Пушкарева. Она была отправлена из Тобольска к устью Колымы и далее на Медвежьи острова и Землю Андреева. Экспедиция работала три года, с 1769 по 1771 г., но Земли Андреева она так и не обнаружила. Точной информации о причинах нет, так как в 1787 году во время большого тобольского пожара большинство архивов погибло.
В мае 1810 г. Матвей Геденштром в поисках Земли Андреева проехал по льду на северо-восток от Большого Баранова камня около 150 верст. Дальнейшее его продвижение было остановлено широкой полыньей.
В 1820 г. из Петербурга отправилась экспедиция лейтенанта Ф. П. Врангеля «для описи берегов от устья Колымы к востоку до Шелагского мыса и от оного на север к открытию обитаемой земли, находящейся, по сказанию чукчей, в недалеком расстоянии». Пройдя от Медвежьих островов к северу 150 верст и к северу-востоку 250 верст, Врангель не обнаружил никаких признаков Земли Андреева и поставил вопрос о недобросовестности Андреева.
Возможная причина в том, что отчет и поденный журнал похода Андреева 1764 года не были опубликованы и, таким образом, остались неизвестными позднейшим исследователям, которые основывались лишь на опубликованном рапорте 1763 года. В своих рапортах и журнале за 1763 год Андреев не упоминал о Земле, виденной им с Медвежьих островов. Об этой Земле он упоминал лишь 22 апреля 1764 года в журнале второго путешествия, когда прошел от Медвежьих островов по крайней мере 550 верст (а не 250).
В советское время было предпринято несколько попыток при помощи воздушных и морских судов найти Землю Андреева. После неудачных поисков было высказано мнение, что Земля Андреева существовала, но состояла из вечномерзлого грунта и ископаемого льда и растаяла, так же как остров Васильевский и половина острова Семеновский (из группы Новосибирских островов) в море Лаптевых.